# Lucio Allocca
Lucio Allocca (Napoli, 5 luglio 1943) è un attore, regista teatrale e drammaturgo italiano, attivo principalmente in teatro, ma noto per fare parte del cast principale della soap opera Un posto al sole nel ruolo di Otello Testa.

## Biografia

### Teatro
Diplomatosi alla Scuola di arte drammatica del circolo artistico Politecnico di Napoli, ha insegnato recitazione presso la scuola del Teatro Bellini di Napoli e attualmente insegna presso la scuola di cinema Pigrecoemme e dirige l'Elaboratorio permanente dell'attore al Théâtre de Poche di Napoli. Ha numerose pièce teatrali all'attivo. Come interprete, ha lavorato in teatro con Eduardo e Peppino De Filippo, Mario Scaccia, Michele Galdieri, Virginio Puecher, Renato Carpentieri, Armando Pugliese, Sergio Salvati, Tato Russo, Gigi Dall'Aglio, Mario Martone, Ugo Gregoretti e altri.

### Opere audiovisive
Nel 1998 e nel 1999 ha partecipato alla fiction Lui e lei. Dal 2003 è entrato nel cast di Un posto al sole, facendo parte del cast principale fino al 2020. Ha partecipato alle edizioni del 2007, 2008 e 2009 di Un posto al sole d'estate. Ha partecipato inoltre a diversi film tra i quali Il portaborse; Arriva la bufera; Morte di un matematico napoletano; La passione di Cristo e Così parlò Bellavista.

### Orientamento politico
In vista delle elezioni comunali di Napoli del 2021 dichiara attraverso un video su Facebook il suo appoggio verso il candidato sindaco Gaetano Manfredi ed in particolar modo verso il Partito Democratico e la candidata Stefania Colicelli. 

## Filmografia

### Cinema
- Le tardone, episodio La svitata, regia di Marino Girolami e Javier Setó (1964)
- Immacolata e Concetta - L'altra gelosia, regia di Salvatore Piscicelli (1980)
- Così parlò Bellavista, regia di Luciano De Crescenzo (1984)
- Il mistero di Bellavista, regia di Luciano De Crescenzo (1985)
- Separati in casa, regia di Riccardo Pazzaglia (1986)
- Il portaborse, regia di Daniele Luchetti (1991)
- Arriva la bufera, regia di Daniele Luchetti (1992)
- Morte di un matematico napoletano, regia di Mario Martone (1992)
- Tra noi due tutto è finito, regia di Furio Angiolella (1992)
- Senza pelle, regia di Alessandro D'Alatri (1994)
- Sarahsarà, regia di Renzo Martinelli (1994)
- Santo Stefano, regia di Angelo Pasquini (1994)
- Auguri professore, regia di Riccardo Milani (1997)
- Teatro di guerra, regia di Mario Martone (1998)
- Il manoscritto del Principe, regia di Roberto Andò (2000)
- Il principe e il pirata, regia di Leonardo Pieraccioni (2001)
- ISA 9000, regia di Angelo Serio (2001)
- La passione di Cristo (The Passion of the Christ), regia di Mel Gibson (2004)
- Sodoma - L'altra faccia di Gomorra, regia di Vincenzo Pirozzi (2013)

### Televisione
- I tre operai (1975)
- La gnoccolara (1978)
- Storie della camorra - serie TV (1978)
- Dalla notte all'alba -  miniserie TV (1992)
- Padre Pio da Pietrelcina - film TV (1997)
- Amico mio - serie TV (1998-1999)
- Lui e lei - serie TV (1998)
- Una donna per amico - serie TV (1998)
- Ama il tuo nemico - miniserie TV (1999)
- Padre Pio - Tra cielo e terra - miniserie TV (2000)
- Tutti i sogni del mondo - miniserie TV (2002)
- La squadra - serie TV (2002)
- Un posto al sole - soap opera (2003-2020, 2021-2023)
- Ultimo - L'infiltrato - miniserie TV (2004)
- Un posto al sole d'estate - soap opera (2007-2009)

### Cortometraggi
- Quel bel pezzo di carta, regia di Ciro Buono (2014)

## Teatro (parziale)

### Regista
- La tabernaria (1995) di Giambattista Della Porta
- La barca di Platone (1998)
- Memoria replicante (da L'ultimo nastro di Krapp di Samuel Beckett) (2000)
- Teatro dal campanile (2001)
- Soireè Tardieu  (2001)
- Love in Shakespeare (2002)
- I figli di mamma Minnie (2002, anche autore)
- Le mouble (2002)
- Soiree Queneau (2003)
- Come il signor Mockinpot è liberato dal dolore (2003)
- Il belvedere della memoria (2003)
- Donne sul filo (2003)
- La finta pazza (2004) di Carlo Sigismondo Capece
- Pulcinella vendicato (2004) di Francesco Cerlone
- Amore... non buttarti giù (2004, 2007), liberamente ispirato a Luv di Murray Schisgal
- La solita cena (2004) di Manlio Santanelli
- Turcaret (2005) di Alain-René Lesage
- "Q.B. Quanto Basta"

di Lucio Allocca
con Lucio Allocca (voce recitante), Lello Ferraro (chitarra e canto), Antonio Chioccarelli (chitarra) (2013)

### Attore
- Il nipote di Rameau di D. Diderot, regia di Renato Carpentieri (1978)
- Turcaret di Lésage, regia di Virginio Puecher (1986)
- Napoli Hotel Excelsior (da Via Partenope, La musica dei ciechi), testo e musiche di Raffaele Viviani, adattamento e regia di Tato Russo (1989)
- La tabernaria di G. Della Porta, regia di Renato Carpentieri (2005)